# إرنست بوك
إرنست بوك (17 سبتمبر 1908 - 5 سبتمبر 1961) (بالإنجليزية: Ernest Bock)‏ هو لاعب كريكت جنوب أفريقي. شارك مع منتخب جنوب أفريقيا الوطني للكريكت. أما مع النوادي، فقد لعب مع Northern Cape (cricket team) ‏.

## وصلات خارجية
- إرنست بوك على موقع إي آس بي آن كريك إنفو (الإنجليزية)